# Krchleby (Olomouc)
Krchleby (in tedesco Chirles) è un comune della Repubblica Ceca facente parte del distretto di Šumperk, nella regione di Olomouc.